# Vanvillé
Vanvillé ist eine französische Gemeinde im Département Seine-et-Marne in der Île-de-France. Sie gehört zum Kanton Nangis im Arrondissement Provins. Die Bewohner nennen sich Vanvilléens oder Vanvilléennes.

## Geographie
Sie grenzt im Norden an Châteaubleau, im Osten an Maison-Rouge, im Süden an Sognolles-en-Montois, im Westen an Rampillon und im Nordwesten an La Croix-en-Brie. Zur Gemeindegemarkung gehören neben der Hauptsiedlung auch die Weiler La Folie und Beaurepaire.

## Bevölkerungsentwicklung
| Jahr      | 1962 | 1968 | 1975 | 1982 | 1990 | 1999 | 2008 | 2013 |
| --------- | ---- | ---- | ---- | ---- | ---- | ---- | ---- | ---- |
| Einwohner | 100  | 99   | 91   | 119  | 138  | 184  | 172  | 153  |

## Sehenswürdigkeiten
Siehe auch: Liste der Monuments historiques in Vanvillé
- Kirche Saint-Léonard, erbaut im 15. Jahrhundert; der Vorgängerbau stammte aus dem 14. Jahrhundert und wurde 1560 durch Hugenotten beschädigt.

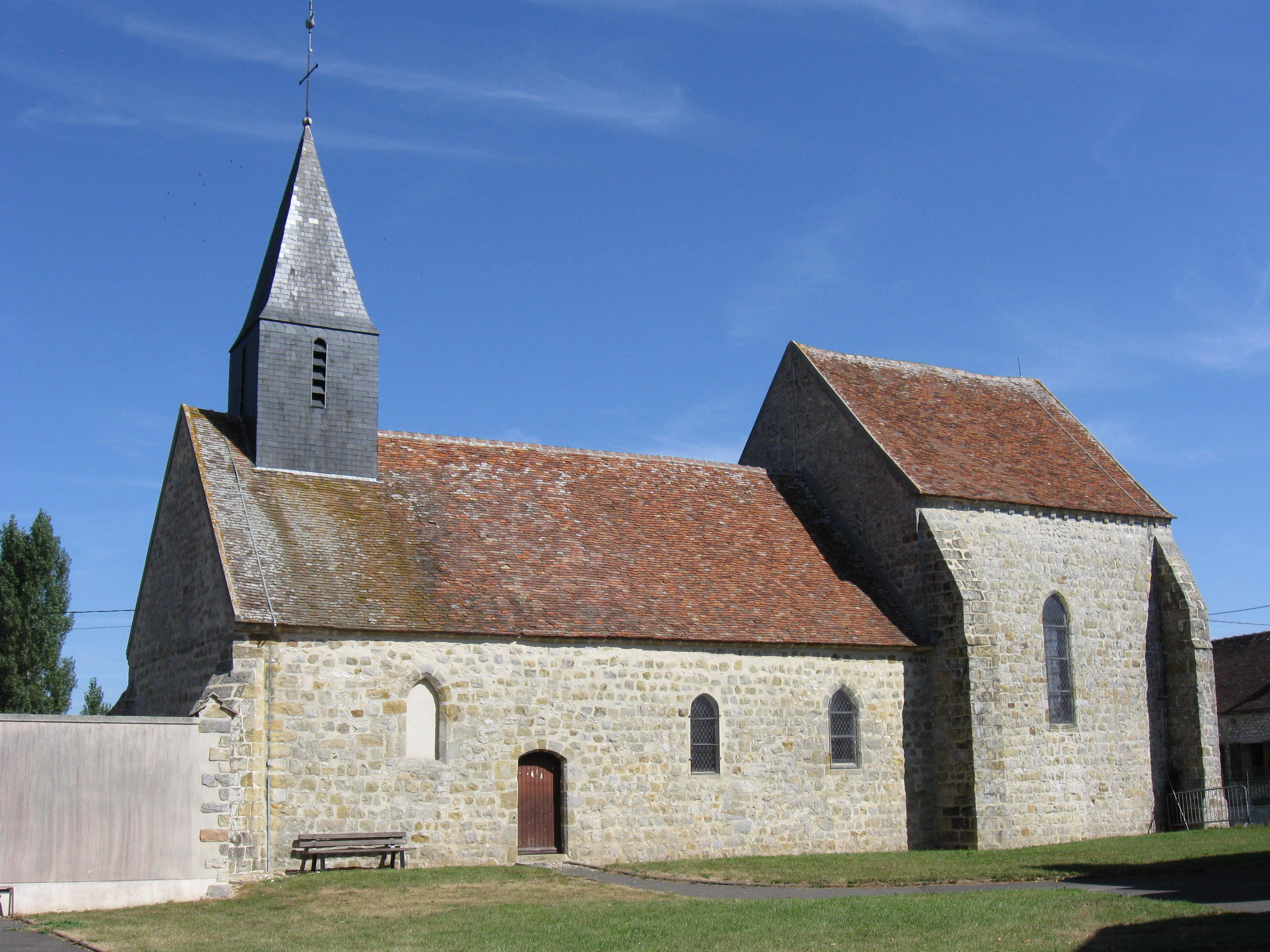
Kirche Saint-Léonard